# جسم غريب في القناة الهضمية
جسم غريب في القناة الهضمية (بالإنجليزية:  Foreign body in alimentary tract)‏ تُعد القناة الهضمية من الأماكن المشهورة لوجود هذه الأجسام الغريبة. يمكن أن تدخل الأجسام الغريبة من الفم  أو المستقيم
العملات المعدنية  هي أكثر شيء يُمكن ابتلاعه بواسطة الأطفال. بينما في الكبار تزداد فرصة انسداد المرئ بقطع من الطعام. هذه الأجسام المُبتلعة تنزل في المرئ والمعدة أكثر من البلعوم والإثتي عشر.

## التشخيص
تُجري اشعة عادية في حالة إذا كان الشخص بحالة جيدة، ستُوضح الأشعة وجود الأشياء المعدنية، وتُكَرر الأشعة بعد عدة أيام للتأكد من أن الجسم الغريب أخذ مساره في القناة الهضمية وتم التخلص منه. وأيضاً يجب التأكد من أن الجسم الغريب لم يلتصق بجدار الممرات الهوائية، في القصبات الهوائية.

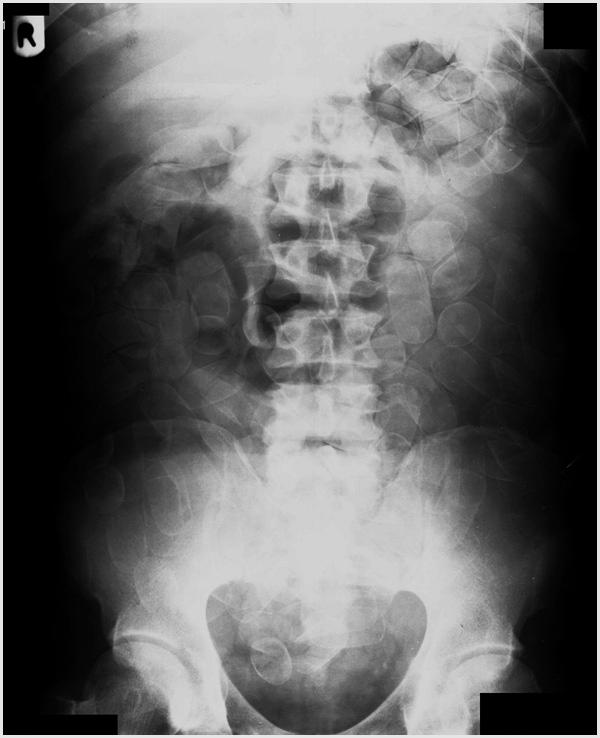
أشعة عادية علي منطقة البطن لمهرب تناول مجموعات من الكوكايين.
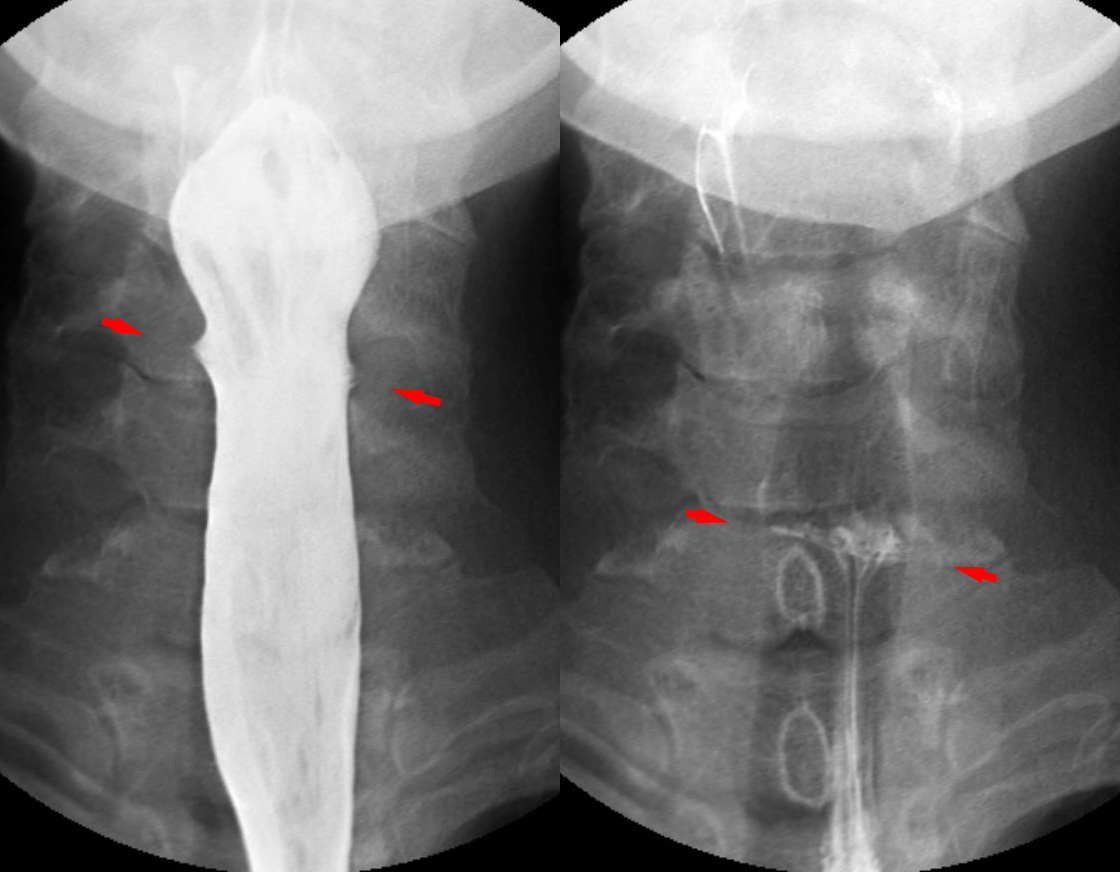
شوكة سمكية تخترق الجزء العلوي من المرئ، الصورة اليسري التُقطت اثناء ابتلاع الصبغة، الصورة اليمني بعد عملية البلع لذلك أصبح المرئ معتم قليلاً.
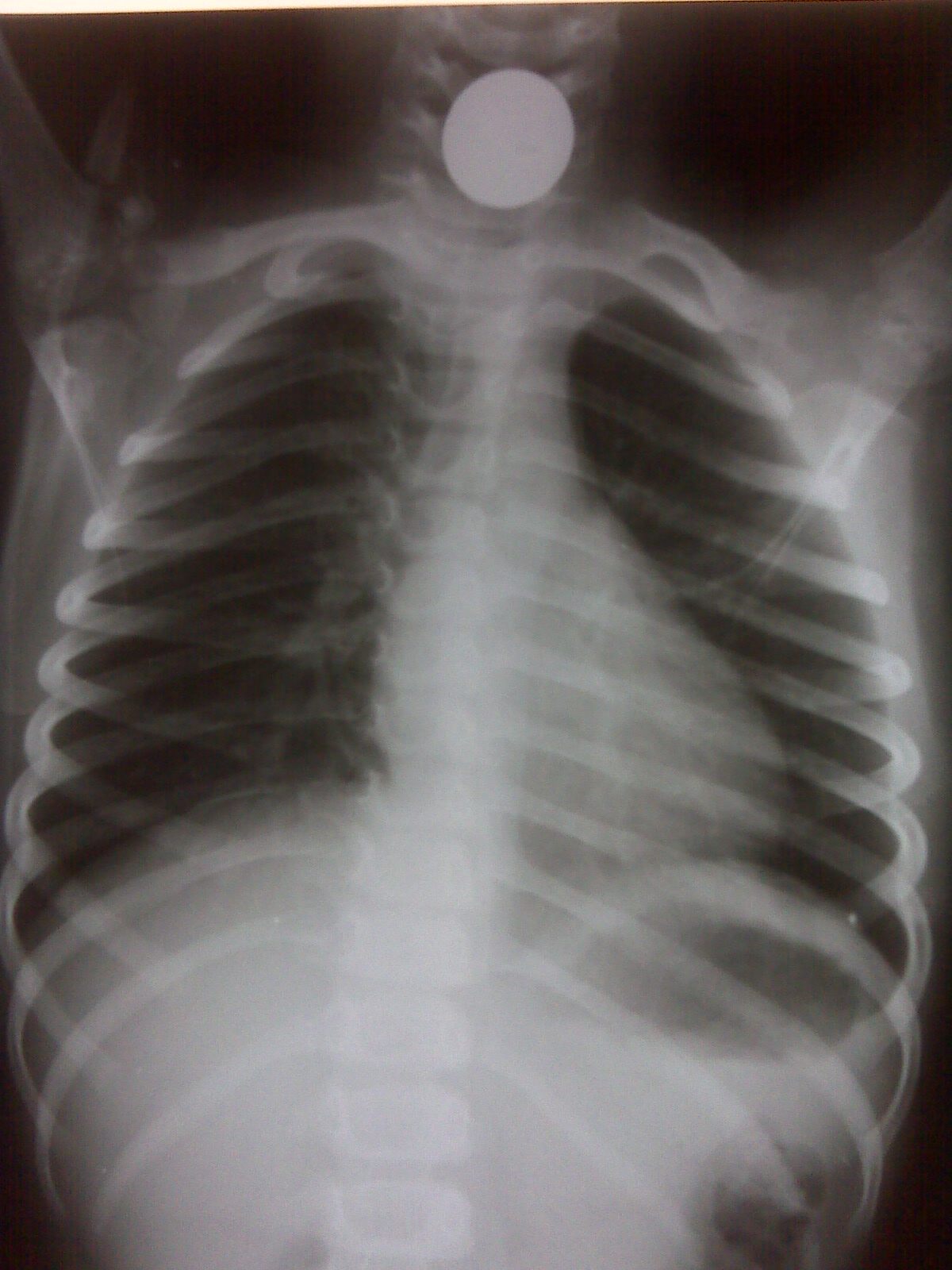
تصوير بالأشعة لمنطقة الصدر يوضح وجود عملة معدنية عالقة في الجزء العلوي من المرئ في طفلة لديها 9 سنوات.

## العلاج
معظم الأشياء التي تمر بالبلعوم تنزل خلال القناة الهضمية بسهولة، ولكن بعض الأشياء تقف (عادةً في المستقيم أو الجزء الأخير من الأمعاء) أو الأشياء الحادة التي تخترق جدار القناة الهضمية. إذا سبَّب هذا الجسم الغريب ألم، نزيف، قئ فلابد وأن يتتم إزالتة.
البطاريات الكهربائية المُبتلعة قد تسبب مشاكل أكثر ، تسمم زئبقي (من البطاريات الزئبقية) وتسمم الرصاص (من البطاريات التي تحتوي على الرصاص) وتسبب مخاطر ذات أهمية.
إزالة الأجسام الغريبة عن طريق المناظير هي الخط الأول في العلاج.
يُستخدم عقار الجلوكاجون لعلاج الأجسام العالقة في المرئ، لأنه يبسط عضلات الصمام المرئي السفلي. ولكن الأدلة لا تُرجح استخدامه لأن استخدامه ربما يكون مُصاحب بالعديد من الآثار الجانبية.